# Sibila de Bâgé
Sibila de Bâgé, também conhecida como Simone (em francês:  Sybille; c. 1255 — 28 de fevereiro ou 28 de maio de 1294)  foi suo jure Senhora de Bâgé e Bresse, e condessa consorte de Saboia como a primeira esposa de Amadeu V de Saboia, chamado "o Grande". 

## Família
Sibila era a única filha de Guido II, senhor de Bâgé e Bresse e de Delfina de Saint-Bonnet, que era viúva de Guido de Damas, senhor de Couzan e visconde de Chalon.
Seus avós paternos eram Reinaldo IV de Bâgé e Sibila de Beaujeu, e seus avós maternos eram Josserando, senhor de Saint-Bonnet e Peitavina.

## Biografia

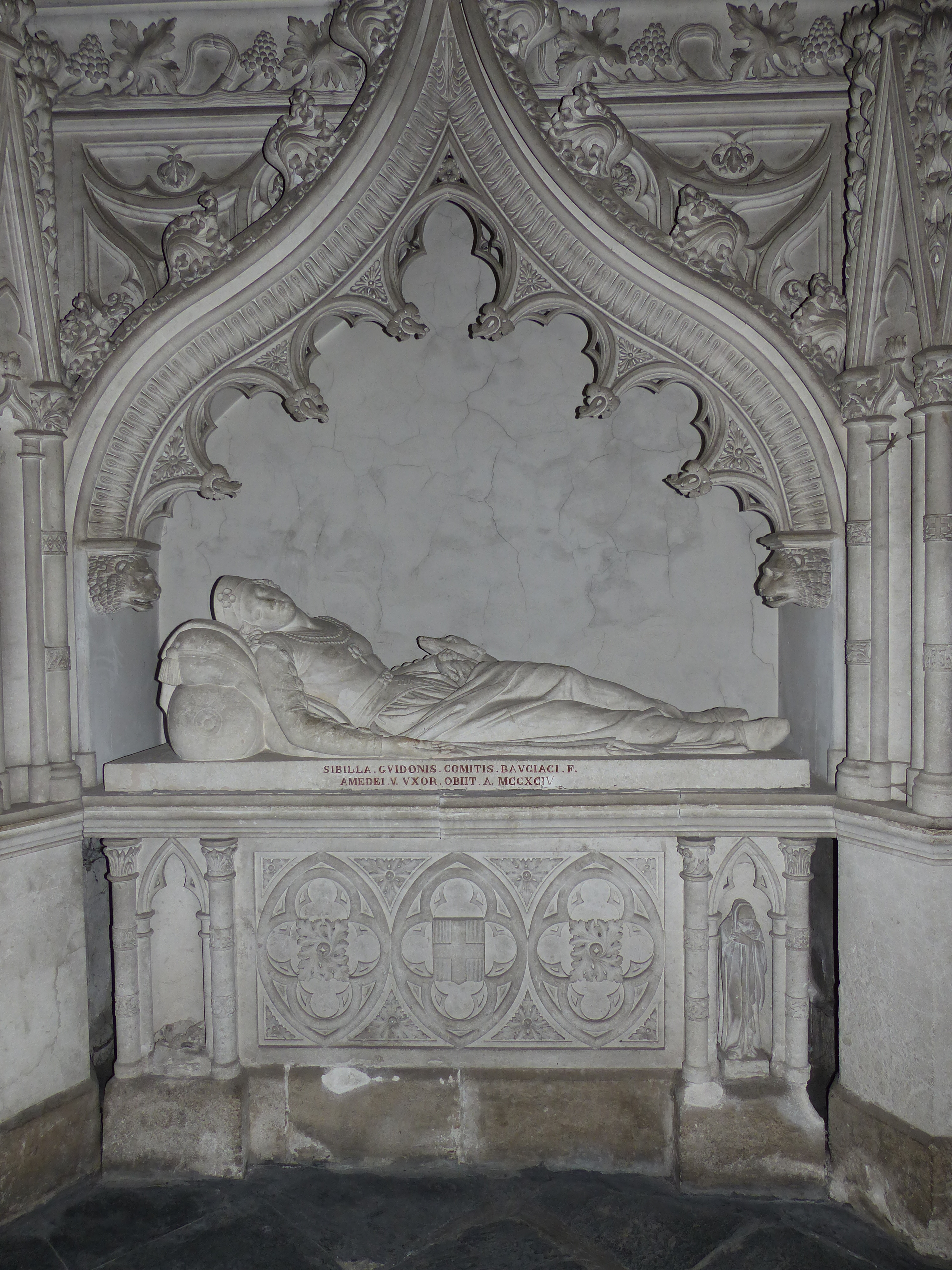
Cenotáfio em Hautecombe.

Em 5 de julho de 1272, Sibila casou-se com o futuro conde Amadeu V, em Lyon. Ele era filho de Tomás II de Saboia e de Beatriz de Fieschi.
A partir de 16 de agosto de 1285, Sibila tornou-se condessa de Saboia.
Sibila morreu em 28 de fevereiro ou 28 de maio de 1294. Após sua morte, Amadeu V casou-se novamente em 1297, com Maria de Brabante, com quem teve quatro filhos, inclusive Ana de Saboia, imperatriz bizantina como consorte de Andrónico III Paleólogo.
Há um cenotáfio em homenagem a condessa na Abadia de Hautecombe, na Saboia.

## Descendência
Eles tiveram oito filhos:
- Bona de Saboia (1275 - antes de 1294), casou-se em 1280 com João, delfim de Viennois e conde de Albon. Mais tarde, em 1287, tornou-se esposa de Hugo de Borgonha, senhor de Maubusson. Sem descendência;
- Leonor de Saboia (1279 - 1324), seu primeiro marido foi Guilherme, conde de Auxerre. Seu segundo marido foi Dreux IV de Mello, senhor de Saint-Hermine. Por último, foi esposa também de João I, conde de Forez. Teve dois filhos com Guilherme;
- João de Saboia, morto em 1284 e enterrado na Abadia de Hautecombe;
- Beatriz de Saboia (m. 7 de janeiro de 1291/94), foi noiva de Guilherme III, conde de Genebra, que acabou se casando com a irmã de Beatriz, Inês;
- Eduardo de Saboia (8 de fevereiro de 1284 - 4 de novembro de 1329), sucessor do pai no condado. Foi marido de Branca da Borgonha, neta materna do rei Luís IX de França. Teve descendência;
- Margarida de Saboia (m. 1339), foi noiva de João II de la Tour, delfim de Viennois, porém ele se casou com Beatriz da Hungria. Ela foi esposa do marquês João I de Monferrato. Sem descendência;
- Inês de Saboia (m. 4 de outubro de 1322), esposa de Guilherme III, conde de Genebra, com quem teve dois filhos;
- Aimão de Saboia (15 de dezembro de 1291 - 22 de junho de 1343), sucessor do irmão no condado. Foi marido de Iolanda Paleóloga de Monferrato, filha do marquês Teodoro I de Monferrato. Eles tiveram cinco filhos.